# Jefferson Tabinas
Jefferson Tabinas (Tokio, 7 augustus 1998) is een Filipijns voetballer die als verdediger speelt bij Chonburi FC.

## Clubcarrière
Tabinas begon zijn carrière in 2017 bij Kawasaki Frontale. Tabinas speelde tussen 2019 en 2020 voor FC Gifu en Gamba Osaka. Hij tekende in 2021 bij Mito HollyHock.

## Interlandcarrière
Tabinas maakte op 7 juni 2021 zijn debuut in het Filipijns voetbalelftal tijdens een vriendschappelijke wedstrijd tegen China.